# Leppoja
Leppoja este o arie protejată (arie specială de conservare — SAC, sit de importanță comunitară — SCI) din Estonia întinsă pe o suprafață de 378 ha, integral pe uscat.

## Localizare
Centrul sitului Leppoja este situat la coordonatele 58°23′02″N 25°20′13″E / 58.3838°N 25.337°E.

## Înființare
Situl Leppoja a fost declarat sit de importanță comunitară în aprilie 2004 pentru a proteja 1 specie de plante. Situl a fost protejat și ca arie specială de conservare în octombrie 2005.

## Biodiversitate
Situată în ecoregiunea boreală, aria protejată conține 6 habitate naturale: Pajiști aluvionare boreale nordice, Turbării active, Depresiuni pe substraturi de turbă de Rhynchosporion, Taiga vestică, Păduri fino-scandinave bogate în ierburi cu Picea abies, Păduri caducifoliate de mlaștină fino-scandinave.
La baza desemnării sitului se află o specie protejată de  plante: papucul doamnei (Cypripedium calceolus).
Pe lângă speciile protejate, pe teritoriul sitului au mai fost identificate 3 specii de plante.